# Lebor na Cert
Lebor na Cert (altirisch [ˈlʲevor na ˈgʲert], neuirisch Leabhar na gCeart [lʲaʊɾ nə gʲart], „Das Buch der Rechte“) ist eine irische Textsammlung, in der Abgaben und Steuern aufgelistet werden, die der König von Cashel (heute im County Tipperary) anderen Königen in Irland zu entrichten oder von ihnen zu erhalten hatte. 
Das Werk besteht fast ausschließlich aus Listen und gereimten Aufzählungen, die festhalten, ob es sich um Tribute oder freiwillige Abgaben handelt, wie viele Ochsen, Kühe, Pferde, Widder, Beischläferinnen, Sklaven und Sklavinnen (cuthe ['kuθ'e]), Waffen, Fidchell-Spiele und Bienenstöcke sie enthalten müssen und wie lange der König bei einem Besuch zu verpflegen sei.
Die erste Niederschrift soll nach der Tradition um 450 erfolgt und von Cormac ua Culleannáin, dem Bischof und König von Cashel, um 900 vervollständigt worden sein. Nach Textvergleichen mit der realen politischen Situation Irlands wird allerdings von den meisten Literaturhistorikern, etwa Daniel Anthony Binchy (1900–1989), eher eine Entstehung im 11. Jahrhundert angenommen. Das Werk ist im Leabhar Bhaile an Mhóta („Das Buch von Ballymote“), im Leabhar Deathan Lios Mòir („Das Buch des Dekans von Lismore“) und im Leabhar Mór Leacain („Das große Buch von Lecan“, nicht zu verwechseln mit dem Leabhar Buidhe Lecain, dem „Gelben Buch von Lecan“), in Kopien überliefert.